# Top Tower
Top Tower je plánovaný multifunkční mrakodrap, který má vyrůst v pražských Nových Butovicích. Měl by mít výšku 135 metrů, po dostavení se tak stane nejvyšší budovou v zemi. Za projektem stojí pražský developer Trigema, který v Nových Butovicích a jinde vybudoval již několik rezidenčních a dalších budov. Investiční náklady přijdou přibližně na dvě miliardy korun. Po zajištění stavebního povolení měla původně v roce 2021 začít výstavba, která měla trvat tři roky. Ovšem ani k polovině roku 2023 stavba nezačala, stavební úřad neobdržel žádost o povolení a projekt je stále ve stádiu příprav.

## Popis
Návrh od Davida Černého a Tomáše Císaře ze studia Black n' Arch je výrazným červeno-oranžovým vrakem lodi, který se bude o šedou budovu opírat. Vrak porostlý zelení by měl upozorňovat na klimatickou změnu a připomínat loď, která narazila do budovy během bouře způsobené globálním oteplováním. Uvnitř by se mělo nacházet asi 250 menších bytů, kanceláře a kulturní centrum.

## Galerie

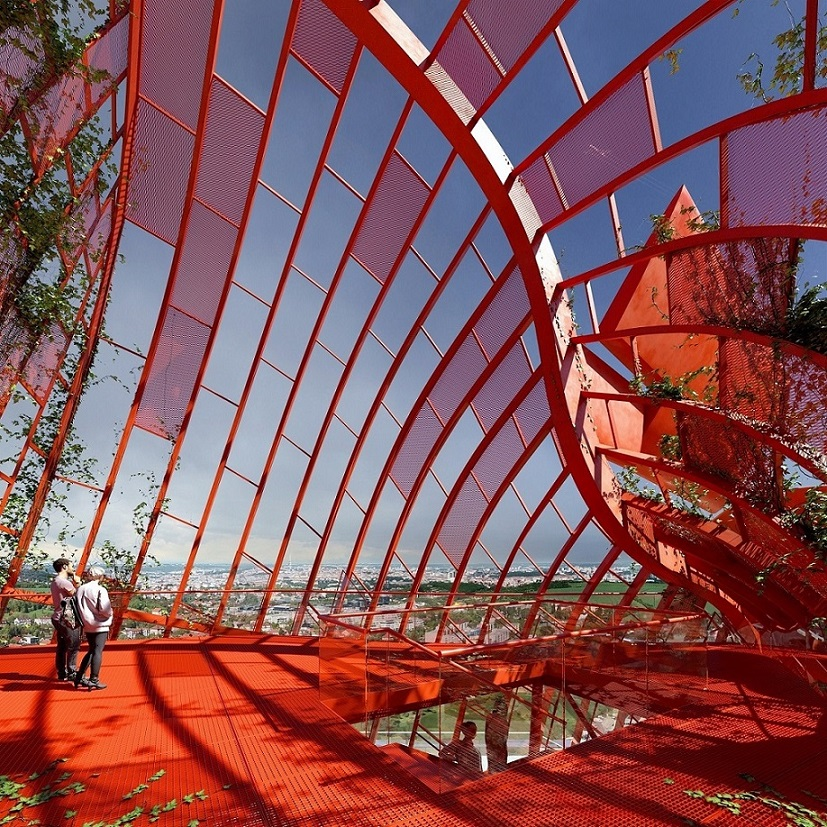
Vizualizace vyhlídky na střeše budovy.
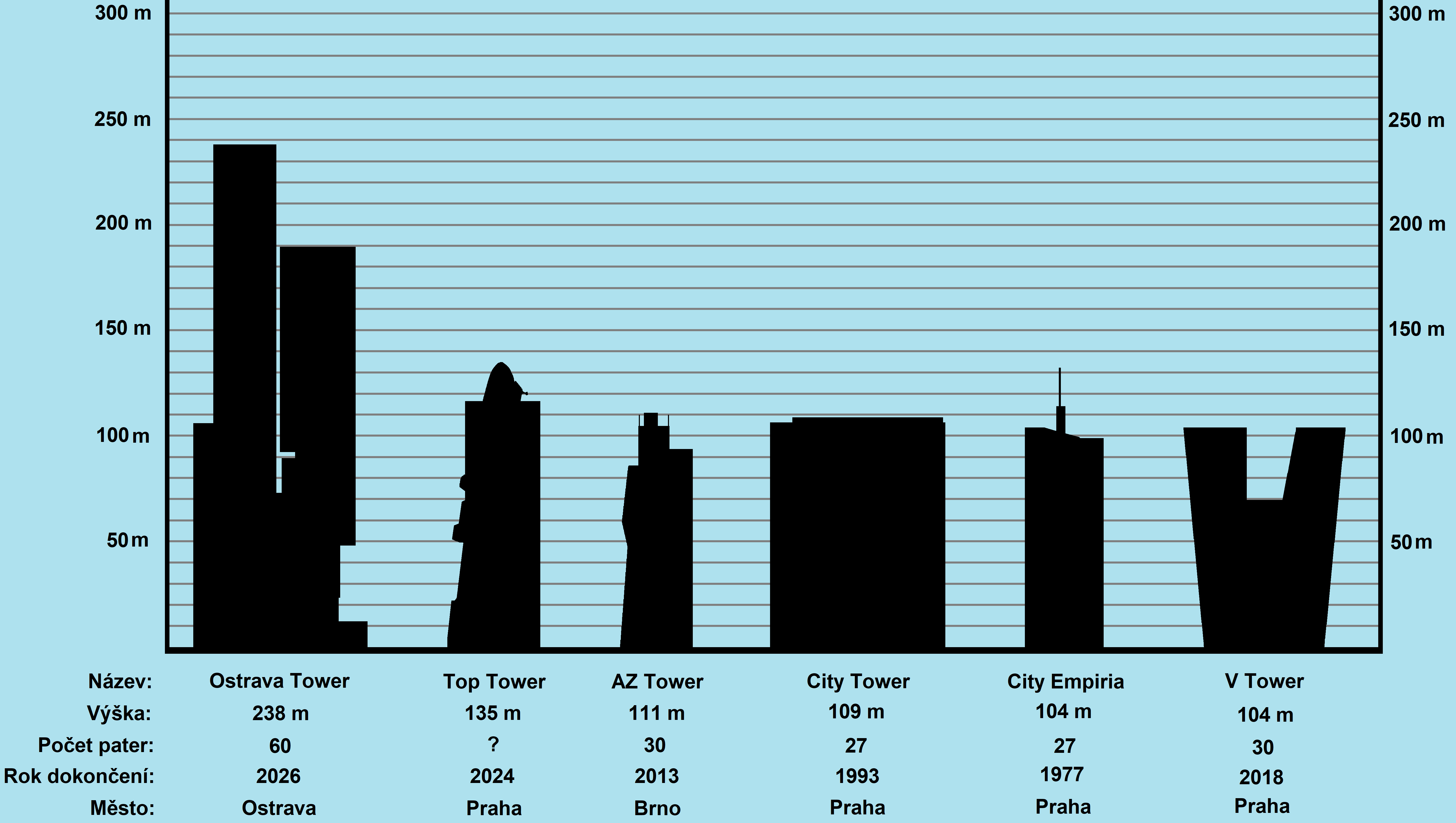
Ostrava Tower a Top Tower v porovnání s již postavenými nejvyššími budovami ČR.